# Astragalus transnominatus
Astragalus transnominatus — вид квіткових рослин з родини бобових (Fabaceae). Ареал охоплює такі країни: Ліван (гори Ліван і Антиліван).

## Середовище
Висота проживання: 600–1800 метрів. Це багаторічний вид, що росте на кам'янистих ґрунтах на луках, чагарниках та розріджених лісах. Цвітіння відбувається у червні та липні.

## Загрози
Вважається, що Astragalus transnominatus зустрічається у п'яти місцях. На плато Бекаа основною загрозою є сільське господарство. Більшість природних середовищ існування в цій місцевості перетворені на поля для інтенсивного сільського господарства, включаючи масове використання пестицидів, гербіцидів та оранки. На схилах гори Ліван та Антиліван створення кар'єрів становить найбільш руйнівну загрозу для виду та природних середовищ існування загалом, оскільки воно безповоротно знищує землю. На схилах будівництво доріг та використання позашляховиків для рекреаційної діяльності становлять інші загрози для виду, оскільки це безповоротно руйнує його природне середовище існування. У Бекаа луки та чагарники, збережені від сільського господарства через їхню надмірну сухість для культивації, використовуються для випасу худоби та часто експлуатуються без урахування принципів сталого розвитку. Урбанізація також становить важливу незворотну загрозу, але вона часто обмежується околицями міст і сіл. Зміна клімату також повинна розглядатися як майбутня загроза, яка серйозно вплине на весь спектр видів через посухи.